# Kernkraftwerk Fukushima Daini
Das stillgelegte Kernkraftwerk Fukushima Daini oder Fukushima II [ɸɯˈkɯɕima] (jap. 福島第二原子力発電所 Fukushima dai-ni genshiryoku hatsudensho ‚Kernkraftwerk Fukushima Nr. 2‘) liegt in den Gemeinden Naraha und Tomioka im Landkreis Futaba in der Präfektur Fukushima etwa 200 Kilometer von Tokio entfernt direkt am Meer. Der Name erklärt sich damit, dass die Anlage in der Nähe – etwa 12 Kilometer südlich – des älteren Kernkraftwerk Fukushima Daiichi (Fukushima I) errichtet wurde. Das Kraftwerk wurde, wie Fukushima I, von Tepco betrieben.

## Technik
Das Kernkraftwerk besteht aus vier Siedewasserreaktoren der fünften Generation einer von General Electric entworfenen Linie von Siedewasserreaktoren (BWR/5: Boiling Water Reactor). Die Reaktoren 1 und 3 stammen von Toshiba, 2 und 4 von Hitachi. Die Reaktorkerne befinden sich in Sicherheitsbehältern (Containments), die ebenfalls von General Electric entworfen wurden. Es handelt sich um Containments der zweiten Generation (Mark II).
Die Anlage liegt unmittelbar am Meer und verfügt über einen eigenen Hafen. Dort wird Kühlwasser gepumpt und radioaktiver Abfall verschifft. Insgesamt bedeckt die Anlage eine Fläche von etwa 1,5 km².

## Zwischenfälle
Zur Jahreswende 1999/2000 fiel um 8:58 Uhr im Kraftwerk die Anzeige für die Steuerstäbe aus. Eine Uhr des Anzeigeterminals zeigte das Datum „6. Februar 2036“ an. Nachdem die Uhr gestellt worden war, lief alles wieder normal.
Im August 2002 stellte sich heraus, dass 16 Jahre lang Berichte des Betreibers TEPCO gefälscht und Inspektionen aus Kostengründen verschleppt worden waren. Alle TEPCO-Kernkraftwerke wurden daraufhin in den nächsten Monaten heruntergefahren. Am Standort Fukushima II waren alle Reaktoren im Zeitraum ab dem 14. April bis zum 31. August 2003 abgeschaltet. Als letztes ging Block 4 am 4. November 2004 wieder in Betrieb.

## Erdbeben in Japan 2011
Am 11. März 2011 wurde während des Tōhoku-Erdbebens (Magnitude 9) um 14:48 Uhr Ortszeit an allen vier Blöcken des Kraftwerks, die sich zu dieser Zeit sämtlich im Leistungsbetrieb befanden, von den automatischen Reaktorsteuerungen zunächst prozessgerecht eine Reaktorschnellabschaltung vorgenommen und der Isolationszustand der Reaktorsicherheitsbehälter hergestellt. Damit war planmäßig aufgrund der geschlossenen Speisewasser- und Frischdampfventile der Verlust der Hauptwärmesenken verbunden. Die Abfuhr der Nachzerfallswärme erfolgte in als Ersatzwärmesenken dienenden wassergefüllten Kondensationskammern. Wegen der Überflutung der Kühlwasserpumpen für die Blöcke 1, 2 und 4 im unmittelbar am Meer stehenden Pumpenhaus wurden vorübergehend die Zusatzwasser-Einspeisesysteme als Hilfsspeisepumpen verwendet. Das Pumpenhaus wurde am folgenden Tag mit mobilen Kleinpumpen leergepumpt und neue Pumpenmotoren für die Kühlwasserpumpen installiert, womit die Kühlwasserversorgung für die Kondensationskammerkühlung wieder normal funktionierte.
Der von dem Erdbeben ausgelöste Tsunami traf mit einer Höhe von 6,5 bis 7 Metern in Fukushima-Daini ein und überschwemmte Teile des Kraftwerksgeländes vorübergehend bis auf 2,5 Meter Höhe, richtete jedoch keinen Schaden an den Reaktorblöcken im engeren Sinn an.
In den Blöcken 1, 2 und 4 erreichte am folgenden Tag um 5:22 Uhr, 5:32 Uhr bzw. 6:07 Uhr Ortszeit die Temperatur in den Kondensationskammern 100 °C, womit die Funktion der Druckabbausysteme verloren ging. Daher wurde zu diesen Zeitpunkten für diese drei Blöcke jeweils ein Störfall erklärt. Um einem gefährlichen Druckanstieg in den Reaktorsicherheitsbehältern begegnen zu können, wurde im Verlauf des Tages an allen vier Blöcken ein gefiltertes Ablassen von gering radioaktivem Luft-Wasserdampf-Gemisch über die Abluftkamine vorbereitet. Entsprechende Maßnahmen wurden jedoch nicht erforderlich. Block 3 war um 12:15 Uhr kalt (Temperatur im Reaktor < 100 °C) abgefahren, in den anderen Blöcken waren noch weitere Kühlmaßnahmen erforderlich. Der Betreiber TEPCO erklärte am Abend des 12. März den Zustand aller vier Reaktoren für stabil. An Block 1 wurde die vollständige Notkühlung am 14. März um 1:24 Uhr und an Block 2 um 7:13 Uhr wiederhergestellt. Die Versorgung der Anlage mit elektrischer Energie war durchgehend gewährleistet. Es fanden mehrere Nachbeben statt. Es kam zu mehreren Instrumentenfehlanzeigen.
Während des Ereignisses, offenbar in unmittelbarer Folge des Erdbebens, starb ein Arbeiter vor Ort bei einem Kranunfall, vier weitere Arbeiter wurden verletzt.
Die Gefahr durch den zeitweiligen Verlust der Druckabbausysteme führte zur Erklärung eines nuklearen Notfalls durch die japanische Regierung, was unmittelbar zuvor für das stärker betroffene nahegelegene Kernkraftwerk Fukushima Daiichi erstmals in der Geschichte Japans geschehen war. Zunächst wurde für Fukushima II eine Evakuierungszone von drei, später von zehn Kilometern Radius angeordnet. Der Evakuierungsbereich lag jedoch fast vollständig innerhalb des größeren Evakuierungsbereichs für Fukushima I. Insgesamt wurden etwa 185.000 Personen evakuiert. 230.000 Jodtabletten wurden vor Ort zur Ausgabe vorgehalten. Die Temperatur in allen Reaktoren konnte am 15. März auf unter 100 °C gesenkt werden; ein Zustand, der „heruntergefahren kalt“ oder „cold shutdown“ genannt wird.
Die Vorfälle in den Blöcken 1, 2 und 4 wurden von der Japanischen Atomaufsichtsbehörde am 12. und 18. März 2011 als INES-Stufe 3 („Ernster Störfall“) eingestuft.

## Stilllegung
Der Präsident von Tepco, Tomoaki Kobayakawa, erklärte Mitte Juni 2018 in Gesprächen mit dem Gouverneur der Region Fukushima, Masao Uchibori, dass das Unternehmen überlege, die Anlage stillzulegen. Ein ungewisser Status der Anlage behindere den Wiederaufbauprozess der Region, so Kobayakawa. Die Bevölkerung von Fukushima wünsche dringend eine Stilllegung, fügte Uchibori hinzu. Am 30. September 2019 wurde die seit März 2011 abgeschaltete Anlage offiziell stillgelegt.

## Daten der Reaktorblöcke
Das Kernkraftwerk Fukushima II hat insgesamt vier Blöcke:
| Reaktorblock      | Reaktortyp                       | Netto- leistung | Brutto- leistung | Baubeginn  | Netzsyn- chronisation | Kommer- zieller Betrieb | Abschal- tung              |
| ----------------- | -------------------------------- | --------------- | ---------------- | ---------- | --------------------- | ----------------------- | -------------------------- |
| Fukushima Daini 1 | Siedewasserreaktor Mark II-BWR/5 | 1067 MW         | 1100 MW          | 16.03.1976 | 31.07.1981            | 20.04.1982              | 30.09.2019, defacto 3/2011 |
| Fukushima Daini 2 | Siedewasserreaktor Mark II-BWR/5 | 1067 MW         | 1100 MW          | 25.05.1979 | 23.06.1983            | 03.02.1984              | 30.09.2019, defacto 3/2011 |
| Fukushima Daini 3 | Siedewasserreaktor Mark II-BWR/5 | 1067 MW         | 1100 MW          | 23.03.1981 | 14.12.1984            | 21.06.1985              | 30.09.2019, defacto 3/2011 |
| Fukushima Daini 4 | Siedewasserreaktor Mark II-BWR/5 | 1067 MW         | 1100 MW          | 28.05.1981 | 17.12.1986            | 25.08.1987              | 30.09.2019, defacto 3/2011 |